# Brigitte Obermoser
Brigitte Obermoser (* 2. Juli 1976 in Radstadt) ist eine ehemalige österreichische Skirennläuferin. Sie wurde siebenfache österreichische Staatsmeisterin.

## Biografie
Obermoser bestritt im Dezember 1995 ihr erstes Rennen im Weltcup, wo sie insgesamt drei Siege (in drei unterschiedlichen Disziplinen) und neun Podestplätze erreichte. In der Saison 1999/2000 belegte sie im Gesamtweltcup den fünften Platz.
Zweimal nahm Obermoser an Alpinen Skiweltmeisterschaften teil. Ihre beste Platzierung war der vierte Platz 2003 bei der WM-Abfahrt von St. Moritz. Bei den Olympischen Winterspielen 1998 in Nagano wurde sie 11. in der Kombination, vier Jahre später bei den Olympischen Spielen in Salt Lake City belegte sie den 18. Platz in der Abfahrt und den 15. im Riesenslalom. Sie verzichtete von sich aus am 24. Januar 2005 auf die Teilnahme an den bevorstehenden Weltmeisterschaften in Bormio.
Am 10. Jänner 2007 gab Obermoser ihren Rücktritt vom Skirennsport bekannt. Sie betreibt ein Fitnesscenter in ihrem Heimatort Radstadt. Seither ist sie als Vizepräsidentin im Salzburger Landesskiverband tätig.

## Erfolge

### Olympische Winterspiele
- Nagano 1998: 11. Kombination
- Salt Lake City 2002: 15. Riesenslalom, 18. Abfahrt

### Weltmeisterschaften
- St. Anton 2001: 11. Riesenslalom, 22. Abfahrt, 29. Super-G
- St. Moritz 2003: 4. Abfahrt, 10. Super-G

### Weltcup
- 9 Podestplätze, davon 3 Siege

| Datum             | Ort        | Land       | Disziplin    |
| ----------------- | ---------- | ---------- | ------------ |
| 18. März 2000     | Bormio     | Italien    | Riesenslalom |
| 16. Dezember 2000 | St. Moritz | Schweiz    | Abfahrt      |
| 2. März 2003      | Innsbruck  | Österreich | Super-G      |

### Europacup
- 5 Podestplätze, davon 2 Siege

| Datum            | Ort        | Land       | Disziplin |
| ---------------- | ---------- | ---------- | --------- |
| 18. Januar 1995  | Innerkrems | Österreich | Abfahrt   |
| 01. Februar 1996 | Innerkrems | Österreich | Abfahrt   |

### Juniorenweltmeisterschaften
- Lake Placid 1994: 11. Super-G, 20. Abfahrt
- Voss 1995: 4. Abfahrt, 10. Riesenslalom, DNF Slalom

### Österreichische Meisterschaften
Brigitte Obermoser wurde siebenfache österreichische Meisterin:
- 4× Super-G: 1999, 2000, 2003, 2005
- 2× Abfahrt: 1997, 1999
- 1× Kombination: 1999